# 嚴萱
嚴萱（1428年—？），字廷暉，直隸常州府江陰縣人，明朝政治人物。進士出身。

## 生平
應天府鄉試第一百四十名。天順元年（1457年）丁丑科會試第三十三名，殿試登進士第三甲第一百六十九名。

## 家族
曾祖嚴良圭。祖父嚴本。父亲嚴完。